# 김기수 (법조인)
김기수(1940년 ~,金起秀)는 대한민국 제27대 검찰총장을 역임한 법조인이다.

## 생애
1940년 경상남도 양산시에서 태어나 경남고등학교와 1962년 고려대학교 법과대학 행정학과를 졸업하고 1963년 제2회 사법시험에서 합격하였다. 1966년 서울대학교 사법대학원에서 법학 석사학위를 취득하고 1969년 부산지방검찰청 검사에 임용되었다.
서울지방검찰청 제1차장검사로 재직하던 1988년 ~ 1989년에 문익환 목사, 임수경 방북 사건 등 공안정국의 사건 수사를 지휘했다.
서울고등검찰청 검사장으로 재직하던 1995년 9월 11일에 김영삼 대통령에 의해 치밀한 업무추진능력과 뛰어난 조직 통솔력, 견실한 업무자세 등에서 높은 평가를 받아 1995년 9월 15일자로 임기 2년이 만료되는 김도언 검찰총장 후임으로 내정되어 9월 16일에 취임하였다.
문민정부에서 전두환, 노태우 두 전직 대통령에 대한 사법 처리에 대한 논란이 있을 때 전두환 전 대통령이 "현재의 검찰은 대통령의 지시 한 마디로 이미 종결된 사안에 대한 수사를 재개하려 하고 있다"며 "이러한 검찰의 태도는 다분히 현 정국의 정치적 필요에 따른 것이라고 보아 저는 검찰의 소환요구 및 여타의 어떠한 조치에도 협조하지 않을 생각입니다"면서 연희동 골목 성명을 발표하자 김기수는 "도주한 전씨를 체포하라"고 지시를 히면서 검찰이 당일 사전구속영장을 신청하여 법원으로부터 발부받은 영장을 가지고 검찰 수사관 9명이 합천군 생가 마을로 내려가 전두환이 머물고 있던 5촌 조카의 집에서 체포하여 안양교도소로 압송했다.

김기수가 검찰총장에 임명되면서 안우만 법무부 장관과 함께 김영삼 대통령의 출신과 같은 학연, 지연 인사라는 비판이 있자 "그동안 일선 지검장과 법무부 주요 보직을 거쳤기 때문에 남들에 비해 뒤처졌다고 생각하지 않는다"며 "경력보다는 검찰총수로서 올바른 국가관과 소신을 갖고 얼마나 노력하느냐가 훨씬 더 중요하다"고 말했다.
검찰총장으로 있으면서  검찰총장의 퇴임 후 법무부 장관 등 공직 취임을 제한하는 검찰청법이 개정되자 검찰 고위간부 8명(대검찰청 차장검사 최명선, 법무연수원장 최영광, 서울고등검찰청 검사장 김종구 (1941년) 등)과 함께  "헌법상 직업선택의 자유를 침해하고 공무담임권과 참정권 등을 제한한 것으로 위헌 소지가 있다"며 위헌이라고 하면서 1997년 1월 22일에 헌법소원을 청구했다. 검찰총장의 공직 취임 금지와 당적 취득 금지를 내용으로 1997년 1월 함께 신설됐던 검찰청법 12조4,5항에 대해 헌법재판소 전원재판부(주심 이영모 재판관)는 김기수 검찰총장을 제외한 나머지에 대해 "관련성이 없다"는 이유로 각하하면서 "기본권은 국가안전보장과 질서유지 또는 공공복리를 위해 필요한 경우에 한해 법률로서 제한할 수 있다"며 "검찰총장 퇴임 뒤 2년동안 공직 취임을 제한한 것은 결과적으로 직업선택의 자유와 공무담임권을 광범위하게 제한하는 것으로 자유와 권리의 본질적인 내용을 침해한다"면서 "검찰총장이 퇴직 뒤 2년동안 정당의 발기인 및 당원이 될 수 없도록 제한한 조항 또한 정당 추천이 아닌 무소속으로만 각종 선거에 입후보할 수 밖에 없게 하여 결과적으로 선거권과 피선거권인 참정권을 제한한 것"이라고 하면서 1997년 7월 16일에 위헌 결정했다.
대검신우회와 전국검사신우회가 1996년12월 4일 오후 7시 서울 서초구 대검찰청 대강당에서 검찰 복음화를 위해 마련한 제1회 검찰 열린 음악의 밤-사랑의 찬양 콘서트' 행사에서 격려사를 했다.
새정치 국민회의 정동영 대변인은 성명과 논평을 통해 "정태수씨가 김영삼 후보에게 6백억원을 주었다는 것을 밝혀내고도 은폐한 김기수 검찰총장은 임기에 연연하지 말고 사퇴하라"고 주장했는데 이후 1999년 2월 4일 국회에서 열었던 IMF 환란조사 특별위원회 경제청문회에 출석한 정태수 한보그룹 전 총회장은 "한보 수사 당시 검찰이 1992년 대선자금에 대해서는 조사하지 않은 것이 사실이냐"는 물음에 "예"라고 하면서 "아예 수사가 이뤄지지 않았다"고 답변했다.
김기수는 검찰총장 2년 임기가 법률로서 보장되었지만 임기 1개월 9일을 앞두고 사법시험 3회인 김종구의 법무부 장관 임명으로 "대통령에게 검찰총장 임면의 재량권을 주기 위해서"라는 이유로 자진 사퇴했다.
1998년 영국 케임브리지 세계인물센타(IBC)에서 올해의 세계적 인물에 선정되었다. 박근혜 정부에서 문화계 블랙리스트 의혹으로 구속된 김기춘 전 청와대 비서실장 변호인으로 선임됐다.
김영삼 전 대통령이 2000년 10월 고려대학교에서 했던 특강에서 "현철이를 구속하라는 사람은 아무도 없었다. 당시 김기수 검찰총장이 죄가 안된다고 했지만, 별 방법을 다 찾아서라도 잡아넣으라고 했다. 현철이가 정치하는 것을 원치 않는다. 그러나 자식은 마음대로 안된다. 아마 다음에 국회의원선거에 나올 것이다."고 말했다.

## 경력
- 1969년 부산지방검찰청 검사
- 1971년 전주지방검찰청 군산지청 검사
- 1973년 서울지방검찰청 영등포지청 검사
- 1975년 부산지방검찰청 통영지청 검사
- 1977년 서울지방검찰청 성동지청 검사
- 1979년 대구지방검찰청 검사
- 1981년 법무부 보호국 조정과장
- 1982년 법무부 보호과장
- 1983년 서울지방검찰청 동부지청 제1부장검사
- 1986년 서울지방검찰청 부장검사
- 1987년 부산지방검찰청 차장검사
- 1988년 서울지방검찰청 차장검사
- 1989년 부산고등검찰청 차장검사
- 1991년 4월 18일 ~ 1992년 7월 28일 제33대 춘천지방검찰청 검사장
- 1992년 법무부 보호국장
- 1993년 법무부 교정국장
- 1993년 6월 1일 ~ 1993년 9월 20일 제35대 부산지방검찰청 검사장,
- 1993년 9월 21일 ~ 1994년 9월 15일 제5대 부산고등검찰청 검사장
- 1995년 9월 15일 ~ 1996년 9월 20일 제18대 법무연수원장
- 1995년 3월 2일 ~ 1995년 9월 15일 제23대 서울고등검찰청 검사장
- 1995년 9월 16일 ~ 1997년 8월 6일 제27대 검찰총장
- 1997년 8월 ~ 변호사 개업
- 1998년 재단법인 한국범죄방지재단 이사
- 1999년 사단법인 백범기념과 건립추진위원회 추진위원
- 2000년 한국 천주교 평신도사도직협의회 부회장
- 2000년 천주교 서울대교구 평신도사도직협의회 부회장
- 2000년 21C 한중 친선협회 자문위원
- 2000년 천주교 서울대교구 서초동성당 사목협의회 총회장
- 2000년 고려대학교 개교 100주년 기념사업후원회 자문위원
- 2001년 재단법인 송천장학재단 이사
- 2007년 12월 법무법인 영진 대표변호사
- 2018년 4월 18일 ~ 2023년 4월 17일 학교법인 가톡릭학원 이사(개방)